# Purun Timur
Purun Timur is een bestuurslaag in het regentschap Muara Enim van de provincie Zuid-Sumatra, Indonesië. Purun Timur telt 713 inwoners (volkstelling 2010).